# 2. československá fotbalová liga 1958/1959
V soubojích 27. ročníku druhé nejvyšší fotbalové soutěže – 2. československé fotbalové ligy 1958/59 – se utkalo 28 mužstev ve dvou skupinách po 14 účastnících každý s každým dvoukolovým systémem podzim–jaro. Tento ročník začal v sobotu 9. srpna 1958 a skončil v neděli 28. června 1959.

## Skupina A
| Poř. | Tým                           | Z  | V  | R | P  | VG | OG | B  |
| ---- | ----------------------------- | -- | -- | - | -- | -- | -- | -- |
| 1.   | TJ Spartak Hradec Králové (S) | 26 | 21 | 2 | 3  | 90 | 21 | 44 |
| 2.   | TJ SONP Kladno (S)            | 26 | 16 | 4 | 6  | 68 | 28 | 38 |
| 3.   | TJ Slovan Liberec             | 26 | 12 | 7 | 7  | 52 | 42 | 31 |
| 4.   | TJ Spartak Plzeň LZ           | 26 | 10 | 8 | 8  | 47 | 43 | 28 |
| 5.   | TJ Baník Děčín (N)            | 26 | 9  | 6 | 11 | 42 | 45 | 24 |
| 6.   | TJ Spartak Čelákovice         | 26 | 8  | 8 | 10 | 43 | 48 | 24 |
| 7.   | TJ Tatran Teplice             | 26 | 9  | 6 | 11 | 44 | 59 | 24 |
| 8.   | TJ Dynamo Praha „B“ (N)       | 26 | 9  | 6 | 11 | 39 | 55 | 24 |
| 9.   | TJ Dynamo Kutná Hora (N)      | 26 | 10 | 4 | 12 | 39 | 61 | 24 |
| 10.  | TJ Spartak Motorlet Praha     | 26 | 9  | 5 | 12 | 34 | 47 | 23 |
| 11.  | TJ Dynamo Karlovy Vary        | 26 | 8  | 7 | 11 | 49 | 63 | 23 |
| 12.  | VTJ Dukla Tábor (N)           | 26 | 10 | 2 | 14 | 50 | 59 | 22 |
| 13.  | TJ Spartak Radotín (N)        | 26 | 8  | 4 | 14 | 37 | 60 | 20 |
| 14.  | TJ VCHZ Pardubice (N)         | 26 | 4  | 9 | 13 | 37 | 60 | 17 |

Poznámky:
- Z = Odehrané zápasy; V = Vítězství; R = Remízy; P = Prohry; VG = Vstřelené góly; OG = Obdržené góly; B = Body; (N) = Nováček (postoupivší z nižší soutěže); (S) = Sestoupivší z vyšší soutěže

|  | Postup do I. čs. fotbalové ligy 1959/60      |
|  | Sestup do příslušné Oblastní soutěže 1959/60 |

## Skupina B
| Poř. | Tým                                  | Z  | V  | R  | P  | VG | OG | B  |
| ---- | ------------------------------------ | -- | -- | -- | -- | -- | -- | -- |
| 1.   | TJ Slovan Nitra                      | 26 | 17 | 3  | 6  | 70 | 30 | 37 |
| 2.   | TJ Gottwaldov                        | 26 | 12 | 8  | 6  | 47 | 26 | 32 |
| 3.   | VTJ Dukla Brezno                     | 26 | 13 | 4  | 9  | 48 | 30 | 30 |
| 4.   | TJ Jednota Trenčín                   | 26 | 13 | 1  | 12 | 47 | 46 | 27 |
| 5.   | TJ Slovan Prostějov                  | 26 | 11 | 5  | 10 | 40 | 41 | 27 |
| 6.   | TJ Odeva Trenčín (N)                 | 26 | 10 | 6  | 10 | 34 | 32 | 26 |
| 7.   | TJ VŽKG Ostrava                      | 26 | 10 | 6  | 10 | 52 | 52 | 26 |
| 8.   | TJ Lokomotíva Košice (N)             | 26 | 10 | 6  | 10 | 36 | 47 | 26 |
| 9.   | TJ Jiskra Otrokovice (N)             | 26 | 10 | 5  | 11 | 35 | 42 | 25 |
| 10.  | TJ Spartak ZVL Považská Bystrica (N) | 26 | 9  | 7  | 10 | 41 | 49 | 25 |
| 11.  | TJ Slovan Piešťany (N)               | 26 | 7  | 10 | 9  | 27 | 32 | 24 |
| 12.  | TJ Slovan ÚNV Bratislava „B“         | 26 | 9  | 5  | 12 | 37 | 46 | 23 |
| 13.  | TJ Tatran Topoľčany                  | 26 | 7  | 8  | 11 | 37 | 46 | 22 |
| 14.  | TJ Spartak Královo Pole Brno (N)     | 26 | 4  | 6  | 16 | 29 | 61 | 14 |

Poznámky:
- Z = Odehrané zápasy; V = Vítězství; R = Remízy; P = Prohry; VG = Vstřelené góly; OG = Obdržené góly; B = Body; (N) = Nováček (postoupivší z nižší soutěže); (S) = Sestoupivší z vyšší soutěže

|  | Postup do I. čs. fotbalové ligy 1959/60 |
|  | Sestup do Oblastní soutěže 1959/60      |